# Арведа
Арведа (на английски: Arvada) е град в окръг Джеферсън, щата Колорадо, САЩ. Арведа е с население от 118 807 жители (2017) и обща площ от 85,1 km². Намира се на 1662 m надморска височина. ЗИП кодът му е 80001-80007, 80403, а телефонният му код е 303, 720.